# Запата (Техас)
Запата (англ. Zapata) — переписна місцевість (CDP) в США, в окрузі Сапата штату Техас. Населення — 5383 особи (2020).

## Географія
Запата розташована за координатами 26°54′8″ пн. ш. 99°15′41″ зх. д. / 26.90222° пн. ш. 99.26139° зх. д. (26.902166, -99.261428).  За даними Бюро перепису населення США в 2010 році переписна місцевість мала площу 24,96 км², з яких 19,77 км² — суходіл та 5,19 км² — водойми.

### Клімат
| Клімат : Запата         | Клімат : Запата | Клімат : Запата | Клімат : Запата | Клімат : Запата | Клімат : Запата | Клімат : Запата | Клімат : Запата | Клімат : Запата | Клімат : Запата | Клімат : Запата | Клімат : Запата | Клімат : Запата | Клімат : Запата |
| Показник                | Січ.            | Лют.            | Бер.            | Квіт.           | Трав.           | Черв.           | Лип.            | Серп.           | Вер.            | Жовт.           | Лист.           | Груд.           | Рік             |
| Абсолютний максимум, °C | 36,7            | 38,3            | 40,6            | 43,9            | 45,6            | 46,7            | 45,0            | 45,6            | 43,9            | 40,0            | 36,7            | 35,0            | 46,7            |
| Середній максимум, °C   | 21,2            | 23,4            | 28,2            | 31,8            | 34,4            | 36,7            | 37,4            | 37,6            | 34,4            | 30,7            | 25,7            | 21,3            | 30,3            |
| Середня температура, °C | 14,7            | 16,6            | 21,1            | 24,8            | 27,9            | 30,1            | 30,7            | 30,8            | 28,2            | 24,3            | 19,3            | 14,9            | 23,6            |
| Середній мінімум, °C    | 8,2             | 9,7             | 13,9            | 17,8            | 21,4            | 23,5            | 24,0            | 23,9            | 21,9            | 17,9            | 12,8            | 8,5             | 17,0            |
| Абсолютний мінімум, °C  | −10,6           | −5,6            | −5,6            | 3,3             | 10,0            | 10,0            | 5,6             | 17,8            | 7,2             | −1,1            | −0,6            | −9,4            | −10,6           |
| Норма опадів, мм        | 20              | 23              | 15              | 38              | 64              | 53              | 46              | 43              | 112             | 41              | 28              | 18              | 501             |
| ----------------------- | --------------- | --------------- | --------------- | --------------- | --------------- | --------------- | --------------- | --------------- | --------------- | --------------- | --------------- | --------------- | --------------- |
| Джерело:                |                 |                 |                 |                 |                 |                 |                 |                 |                 |                 |                 |                 |                 |

## Демографія
Згідно з переписом 2010 року, у переписній місцевості мешкало 5089 осіб у 1641 домогосподарстві у складі 1256 родин. Густота населення становила 204 особи/км².  Було 2128 помешкань (85/км²).
Расовий склад населення:
| - 92,4 % — білих - 0,2 % — азіатів - 0,1 % — корінних американців - 6,8 % — осіб інших рас |

До двох чи більше рас належало 0,6 %. Частка іспаномовних становила 95,0 % від усіх жителів.
За віковим діапазоном населення розподілялося таким чином: 31,0 % — особи молодші 18 років, 56,1 % — особи у віці 18—64 років, 12,9 % — особи у віці 65 років та старші. Медіана віку мешканця становила 30,9 року. На 100 осіб жіночої статі у переписній місцевості припадало 99,4 чоловіків;  на 100 жінок у віці від 18 років та старших — 95,2 чоловіків також старших 18 років.
Середній дохід на одне домашнє господарство  становив 54 681 долар США (медіана — 37 088), а середній дохід на одну сім'ю — 64 251 долар (медіана — 41 875). За межею бідності перебувало 17,8 % осіб, у тому числі 25,6 % дітей у віці до 18 років та 17,3 % осіб у віці 65 років та старших.
Цивільне працевлаштоване населення становило 1852 особи. Основні галузі зайнятості: освіта, охорона здоров'я та соціальна допомога — 20,0 %, сільське господарство, лісництво, риболовля — 16,3 %, публічна адміністрація — 11,3 %, роздрібна торгівля — 9,2 %.